# Comuna Titești, Vâlcea
Titești este o comună în județul Vâlcea, Muntenia, România, formată din satele Bratovești, Cucoiu și Titești (reședința).

## Demografie
Componența etnică a comunei Titești
     Români (91,95%)
     Alte etnii (8,05%)
Componența confesională a comunei Titești
     Ortodocși (91,33%)
     Alte religii (0,46%)
     Necunoscută (8,2%)
Conform recensământului efectuat în 2021, populația comunei Titești se ridică la 646 de locuitori, în scădere față de recensământul anterior din 2011, când fuseseră înregistrați 898 de locuitori. Majoritatea locuitorilor sunt români (91,95%). Din punct de vedere confesional, majoritatea locuitorilor sunt ortodocși (91,33%), iar pentru 8,2% nu se cunoaște apartenența confesională.

## Politică și administrație
Comuna Titești este administrată de un primar și un consiliu local compus din 9 consilieri. Primarul, Cătălin Nicușor Daneș[*], de la Partidul Național Liberal, este în funcție din 2004. Începând cu alegerile locale din 2024, consiliul local are următoarea componență pe partide politice:
|  | Partid                          | Consilieri | Componența Consiliului | Componența Consiliului | Componența Consiliului | Componența Consiliului | Componența Consiliului |
|  | ------------------------------- | ---------- | ---------------------- | ---------------------- | ---------------------- | ---------------------- | ---------------------- |
|  | Partidul Național Liberal       | 5          |                        |                        |                        |                        |                        |
|  | Alianța pentru Unirea Românilor | 2          |                        |                        |                        |                        |                        |
|  | Partidul Social Democrat        | 1          |                        |                        |                        |                        |                        |
|  | Partidul Mișcarea Populară      | 1          |                        |                        |                        |                        |                        |